# Flaga Wielkiej Kolumbii
Wielka Kolumbia używała w swojej historii w sumie czterech flag.

## 1819–1820

Flaga Wielkiej Kolumbii 1819–1820

Pierwszą flagę Wielkiej Kolumbii przyjęto w 1819. Była ona wzorowana na fladze Wenezueli z 1811 roku.

## 1820–1821

Flaga Wielkiej Kolumbii 1820–1821

Drugą flagę przyjęto 10 stycznia 1820 wraz ze zmianą godła państwowego.

## 1821–1830

Flaga Wielkiej Kolumbii 1821–1830

Trzecia flaga została przyjęta wraz z kolejną zmianą godła pod koniec 1821. Ujednolicono wówczas rozmiary pasów.

## 1822

Flaga Wielkiej Kolumbii 1822

Czwarta flaga przyjęta została po przyłączeniu Guayaquil do Wielkiej Kolumbii 11 lipca 1822. Obowiązywała do rozpadu państwa w 1831.